# Haakon Shetelig

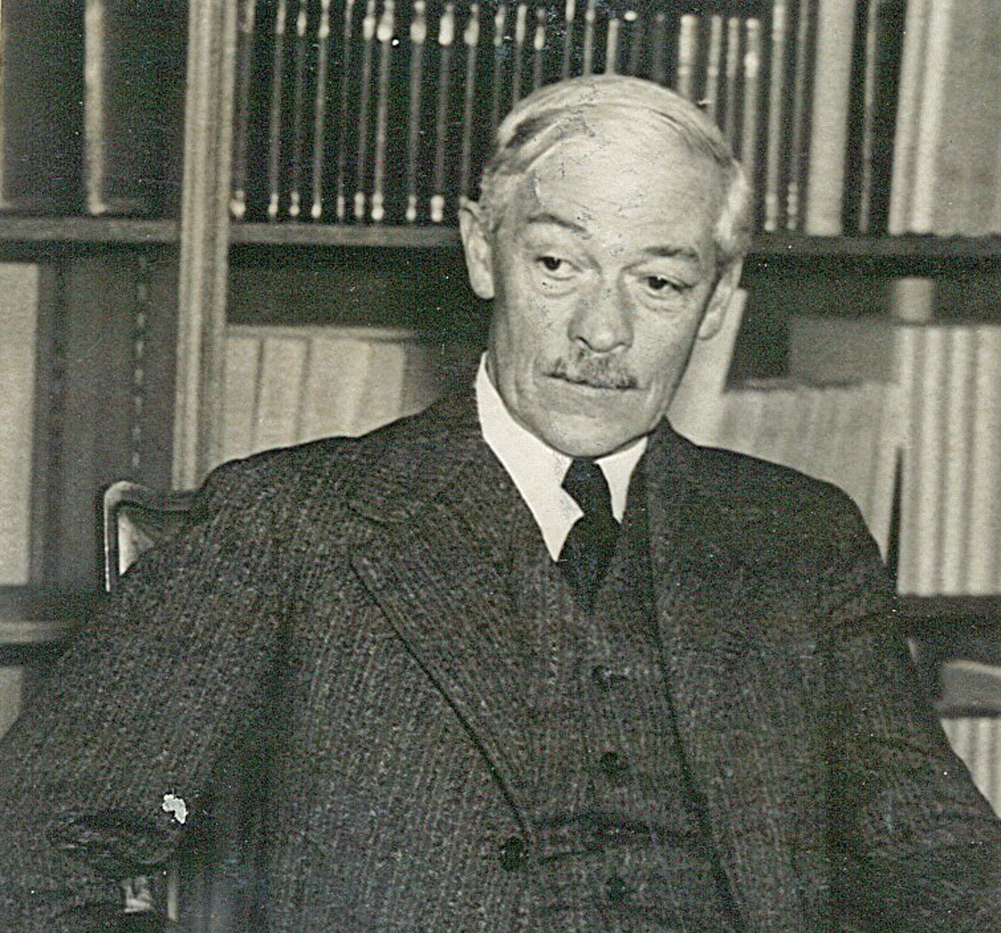
Haakon Shetelig (um 1940)

Haakon Shetelig (* 25. Juni 1877; † 22. Juli 1955) war ein norwegischer Archäologe.  Er arbeitete seit 1901 als Konservator am Bergen Museum und war von 1915 bis 1942 Professor an der Universität Bergen.

## Leben und Werk
Shetelig und sein schwedischer Kollege Gabriel Gustafson leiteten 1904–1905 die Ausgrabung des Oseberg-Schiffs am Oslofjord.
Das sogenannte „Shetelig-Axiom“ bezeichnet die These, dass das Wikingerzeitalter mit dem Überfall der skandinavischen Wikinger auf die englische Insel Lindisfarne vor der Küste von Northumberland im Jahre 793 begann.
1938 wurde er zum korrespondierenden Mitglied der British Academy gewählt.